# Blue's Clues
Blue's Clues è una serie televisiva educativa americana per bambini in età prescolare creata da Angela Santomero, Traci Paige Johnson e Todd Kessler per il canale Nickelodeon. In ogni episodio, gli spettatori sono invitati ad aiutare un conduttore reale a cercare gli indizi lasciati dal suo cane animato Blue per capire cosa sta cercando di trasmettere. L'obiettivo della serie è quello di migliorare le capacità di risolvere i problemi e le abilità di pensiero dei bambini in età prescolare, divertendoli allo stesso tempo.
Blue's Clues ha debuttato per la prima volta su Nickelodeon negli Stati Uniti l'8 settembre 1996 ed è diventato rapidamente un grande successo per la rete. Ha vinto numerosi premi nel corso della sua prima edizione, tra cui un Peabody Award nel 2001, ed è amato sia dai bambini che dagli adulti. La serie è stata elogiata per l'ampio uso di ricerche effettuate durante il suo sviluppo e i suoi elementi interattivi unici sono stati adottati da altri programmi simili, come Dora l'esploratrice.
In Italia, la serie è stata trasmessa per la prima volta su Nickelodeon il 26 maggio 2005, con il doppiaggio italiano prodotto dallo Studio ASCI di Milano. È andato in onda anche sul canale Nick Jr. con repliche fino al 2013. Dal 2020 al 2022, è stato disponibile per la visione sul servizio di abbonamento Noggin, disponibile sia su Apple TV che su Amazon Prime Video.

## Trama
Ogni episodio segue la stessa struttura di base. All'inizio di ogni episodio, un giovane di nome Steve (in seguito suo fratello Joe) invita gli spettatori all'interno della sua casa animata, dove lui e il suo cane Blue impostano il tema dell'episodio (ad esempio, arti e mestieri, esperimenti scientifici, ecc.) Poco dopo viene presentato l'indovinello principale dell'episodio, la maggior parte dei quali ruota attorno a Blue. Gli indovinelli può andare da una semplice domanda, come la storia preferita di Blue, a un vero e proprio mistero, come quello che manca per la merenda. Poiché Blue può parlare solo abbaiando, non è in grado di rispondere direttamente al conduttore; per aiutarlo a capire, i due giocano insieme a un divertente gioco chiamato Blue's Clues ("gli indizi di Blue" in italiano).
Il gioco prevede che Blue metta le sue impronte su tre oggetti specifici in giro per la casa che, una volta messi insieme, rivelano la risposta all'indovinello in questione. Questi oggetti sono gli "indizi" e spetta al conduttore, con l'aiuto degli spettatori, trovarli tutti e tre per capire cosa Blue sta cercando di dire loro. Ogni volta che viene trovato un indizio, il conduttore ne fa un disegno sul suo "indovina-indovinello blocco di appunti", in modo da poterlo ricordare in seguito. Una volta trovati tutti e tre gli indizi, Steve si siede sulla sua "poltrona pensante" per cercare di metterli insieme, con l'aiuto degli spettatori.
Lungo il percorso il conduttore si imbatterà in una serie di personaggi diversi, alcuni dei quali sono abitanti della casa, mentre altri vivono, ad esempio, in quadri e libri di fiabe. Spesso hanno bisogno dell'aiuto del conduttore, di Blue e degli spettatori per risolvere un problema, mentre altre volte vogliono solo fare un gioco di apprendimento relativo al tema dell'episodio.
A metà di ogni episodio c'è il segmento della posta, in cui il conduttore apre una lettera che mostra bambini reali impegnati in attività legate al tema dell'episodio.

## Conduttori
- Steve (interpretato da Steven Burns, doppiato da Paolo De Santis): Proprietario e migliore amico di Blue, nonché conduttore della serie per le prime quattro stagioni. È l'unico personaggio reale della serie e il suo abbigliamento tipico è una camicia a righe verdi e un paio di pantaloni kaki. Si comporta come un fratello maggiore per i giovani spettatori, ma ha sempre bisogno del loro aiuto per trovare e risolvere gli indizi di Blue. Alla fine della quarta stagione della serie, Steve se n'è andato per andare all'università, lasciando il fratellino Joe a prendersi cura di Blue, oltre a sostituirlo come conduttore della serie. Nella vita reale, l'abbandono della serie da parte di Steve è dovuto a diversi fattori, tra cui la depressione e la perdita di capelli[2].
- Joe (interpretato da Donovan Patton, doppiato da Renato Novara): Fratello minore di Steve e conduttore della serie per le ultime due stagioni. A differenza del fratello maggiore, Joe indossa una varietà di camicie di colori diversi, tutte con motivi quadrati.

## Personaggi animati
- Blue: Un'adorabile cucciola blu e il personaggio centrale della serie. Come la maggior parte dei cani, Blue non può parlare, quindi si affida a indizi per far capire il suo punto di vista. Nonostante sia un cane, Blue mostra spesso caratteristiche umane, come ad esempio mangiare il cibo con la forchetta o il cucchiaio. Ha anche la capacità di saltare nei quadri e nei libri di fiabe e di esplorarne il contenuto. Gli abbai di Blue sono forniti dalla co-creatrice della serie Traci Paige Johnson.
- Cassetta della posta (doppiato da Alberto Oliviero): Una cassetta postale viola parlante che compare almeno una volta per episodio per consegnare una lettera al conduttore e Blue. È molto spiritoso e ama scherzare con il conduttore. Anche se è affissa nel cortile anteriore, ha uno speciale meccanismo di allungamento che gli permette di passare dalla finestra posteriore per consegnare la posta.
- Signor Sale e Signora Pepe (doppiati da Jessica Loddo): Una coppia di coniugi composta da una saliera e da una pepiera. Entrambi parlano con accento francese e amano cucinare; di solito li si vede in cucina. Hanno avuto due figli piccoli nel corso della serie: una figlia di nome Paprika e un figlio di nome Cannella.
- Tic Tac: Una sveglia rosa che ama contare e che si vede spesso in camera da letto. Nonostante sia un orologio, ha difficoltà a leggere l'ora, ma si esercita sempre.
- Sapone: Una saponetta di colore lavanda che si trova in bagno. Gli piace scivolare sul pavimento usando le bolle sotto di sé.
- Paletta e Secchiello (doppiati da Francesca Tretto): Un duo composto da una pala gialla da ragazzo e da un secchio rosso da ragazza. Si vedono spesso in giardino e amano giocare con il conduttore e Blue.
- Magenta: La migliore amica di Blue dai tempi della scuola; è una cucciola identica a Blue, solo con il pelo rosa. Negli episodi successivi, tuttavia, inizia a indossare occhiali viola. Come la sua amica Blue, Magenta non può parlare, e i suoi abbai sono forniti dalla scrittrice/regista della serie Koyalee Chanda.
- Pervinca (doppiato da Sabrina Bonfitto): Un gatto bianco a strisce blu, apparso per la prima volta nella terza stagione della serie. Ama fare trucchi di magia e, a differenza di Blue e Magenta, può parlare.

## Trasmissione in Italia

### L'accordo (non realizzato) con la RAI
Nel 1999, prima che Blue's Clues facesse il suo debutto ufficiale in Italia, Nickelodeon aveva firmato un accordo con la Rai per la produzione di una versione localizzata della serie con un conduttore italiano in carne e ossa al posto di Steve, prevista in prima serata su Rai Uno nel secondo trimestre dello stesso anno. Tuttavia, l'accordo non è mai stato concluso e questa versione della serie è stata probabilmente cancellata. Sarebbe stato il primo adattamento in lingua straniera di Blue's Clues, se fosse stato realizzato.

### Doppiaggio in italiano
Sei anni dopo, il 26 maggio 2005, Blue's Clues è stato finalmente trasmesso in Italia per la prima volta sulla versione locale di Nickelodeon. La versione originale americana è stata trasmessa con il doppiaggio italiano fornito da Studio ASCI, con Paolo De Santis come voce di Steve. Le repliche sono poi andate in onda sul canale italiano Nick Jr. dal suo lancio il 1º agosto 2009 fino a qualche tempo fa, nel 2013.

## Opere derivate

### Film
Un lungometraggio intitolato Blue's Big Musical Movie (Il grande film musicale di Blue) è stato distribuito in video e DVD negli Stati Uniti nel 2000. La trama segue Blue, Steve e i loro amici mentre allestiscono un grande spettacolo musicale nel loro cortile per tutti i loro amici. Lungo il percorso, Steve e gli spettatori devono trovare gli indizi di Blue, come al solito, per capire chi sarà il partner canoro di Blue nel grande spettacolo. Il cantante americano Ray Charles fa un'apparizione come voce di una nota musicale parlante chiamata G-Clef, che insegna varie parti della creazione di una canzone. Questo film non è stato distribuito in Italia.

### Spin-off
Nel 2004, una serie spin-off intitolata La cameretta di Blue (titolo originale: Blue's Room) ha debuttato su Nickelodeon negli Stati Uniti. La serie ha come protagonista Blue, che invita gli spettatori a giocare con lei e i suoi amici nella sua magica cameretta. Inizialmente era un breve segmento alla fine degli episodi della sesta e ultima stagione dell'originale Blue's Clues. La cameretta di Blue utilizza la marionetta per tutti i suoi personaggi invece dell'animazione digitale come nella serie originale. La differenza più grande, tuttavia, è che ora Blue ha la capacità di parlare con gli spettatori invece di abbaiare soltanto. Accanto alla cagnolina blu c'è un nuovo cast di personaggi, tra cui un cagnolino verde di nome Pallino, un dinosauro arancione di nome Roar E. Saurus e una ragazza pupazzo di nome Frederica. Inoltre, Joe, il secondo conduttore dell'originale di Blue's Clues, fa la sua comparsa di tanto in tanto. La serie è andata in onda per due stagioni dal 2004 al 2007 negli Stati Uniti su Nickelodeon. In Italia ha debuttato su Nick Jr. il 5 dicembre 2011, con repliche fino al 2013.

### Reboot
Il 18 novembre 2019, un reboot del franchise di Blue's Clues intitolato Blue's Clues & You! ha debuttato su entrambi i canali Nickelodeon e Nick Jr. negli Stati Uniti. La serie segue lo stesso formato e la stessa struttura della serie originale del 1996, questa volta con un nuovo conduttore di nome Josh (interpretato da Joshua Dela Cruz), che è il cugino di Steve e Joe. Attualmente va in onda in Italia sia su Nick Jr. che su Cartoonito.